# Liodessus deflectus
Liodessus deflectus är en skalbaggsart som beskrevs av Ron Garth Ordish 1966. Liodessus deflectus ingår i släktet Liodessus och familjen dykare. Inga underarter finns listade i Catalogue of Life.